# Dipsacus fullonum
Dipsacus fullonum, la cardencha, baño de Venus, carda, cardo, cardo de cardadores, cardoncha, dípsaco, peines, raspasayos o vara de pastor, es una planta natural del hemisferio norte que se ha aclimatado también en Suramérica.

## Descripción
Planta bienal, herbácea que alcanza una altura de 1,5 metros y tiene un tallo espinoso. Tallos rectos de hasta 1,5 m, poco ramificados y armados con aguijones. Las hojas son enteras, dentadas y lanceoladas, uniéndose en la base formando un cáliz que recoge el agua de lluvia. Las flores son de un color rosado-lila y aparecen en cabezas espinosas y cónicas. A cada púa de la cabeza le corresponde una flor.

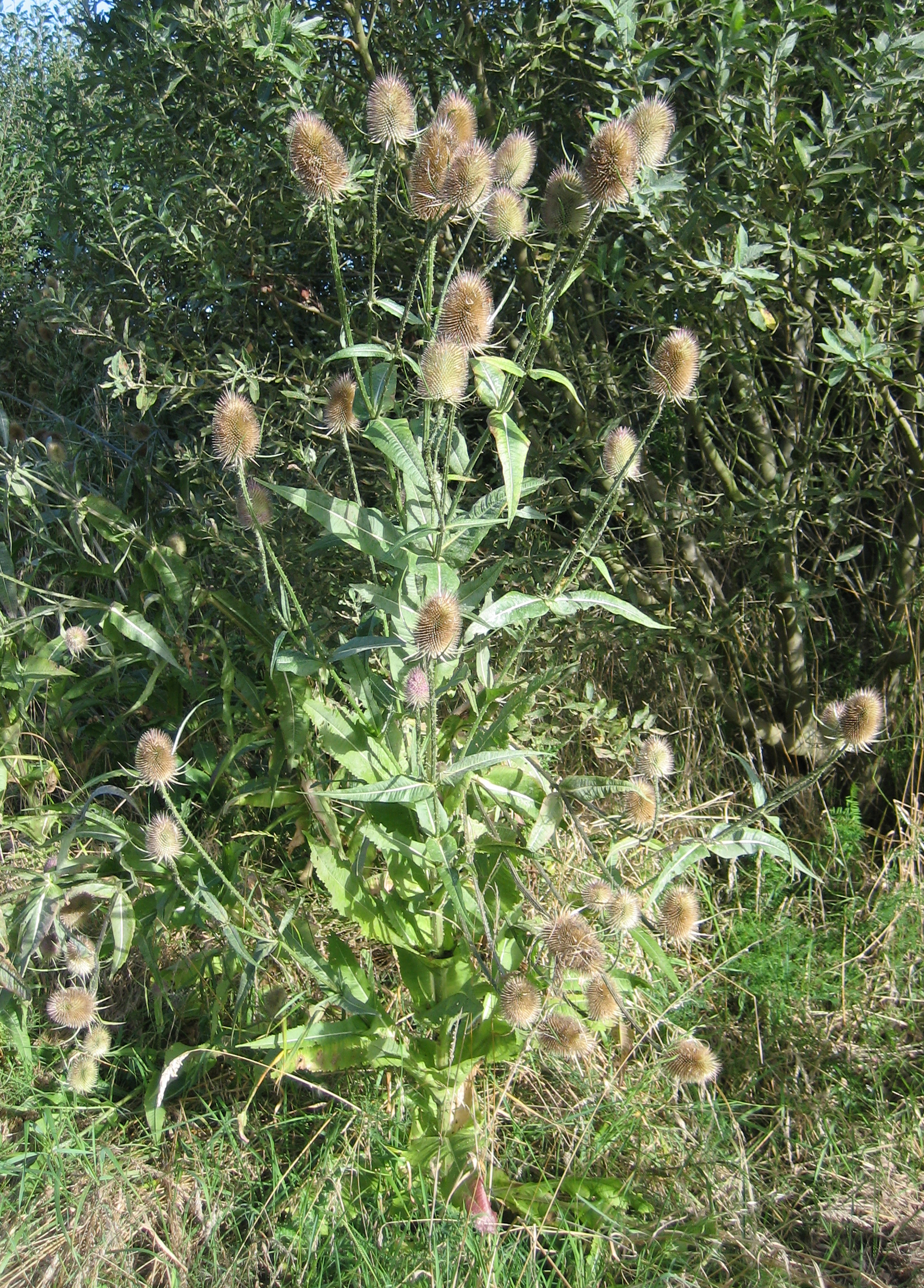
Dipsacus fullonum.

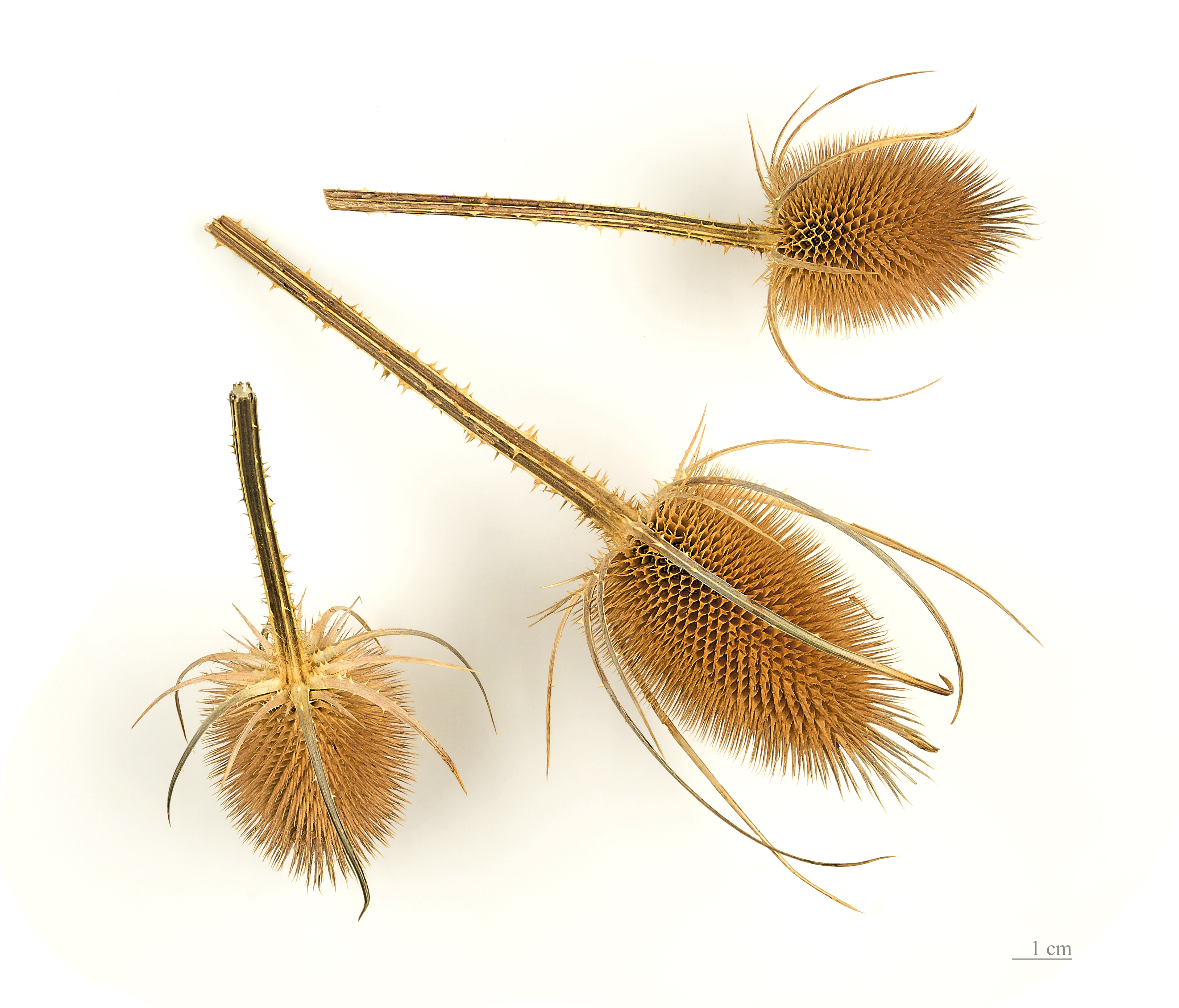
Dipsacus fullonum

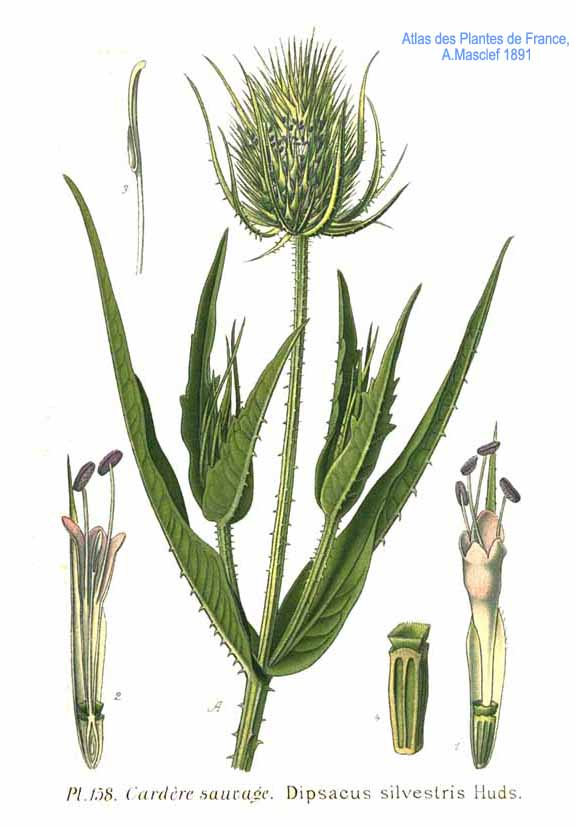
Ilustración

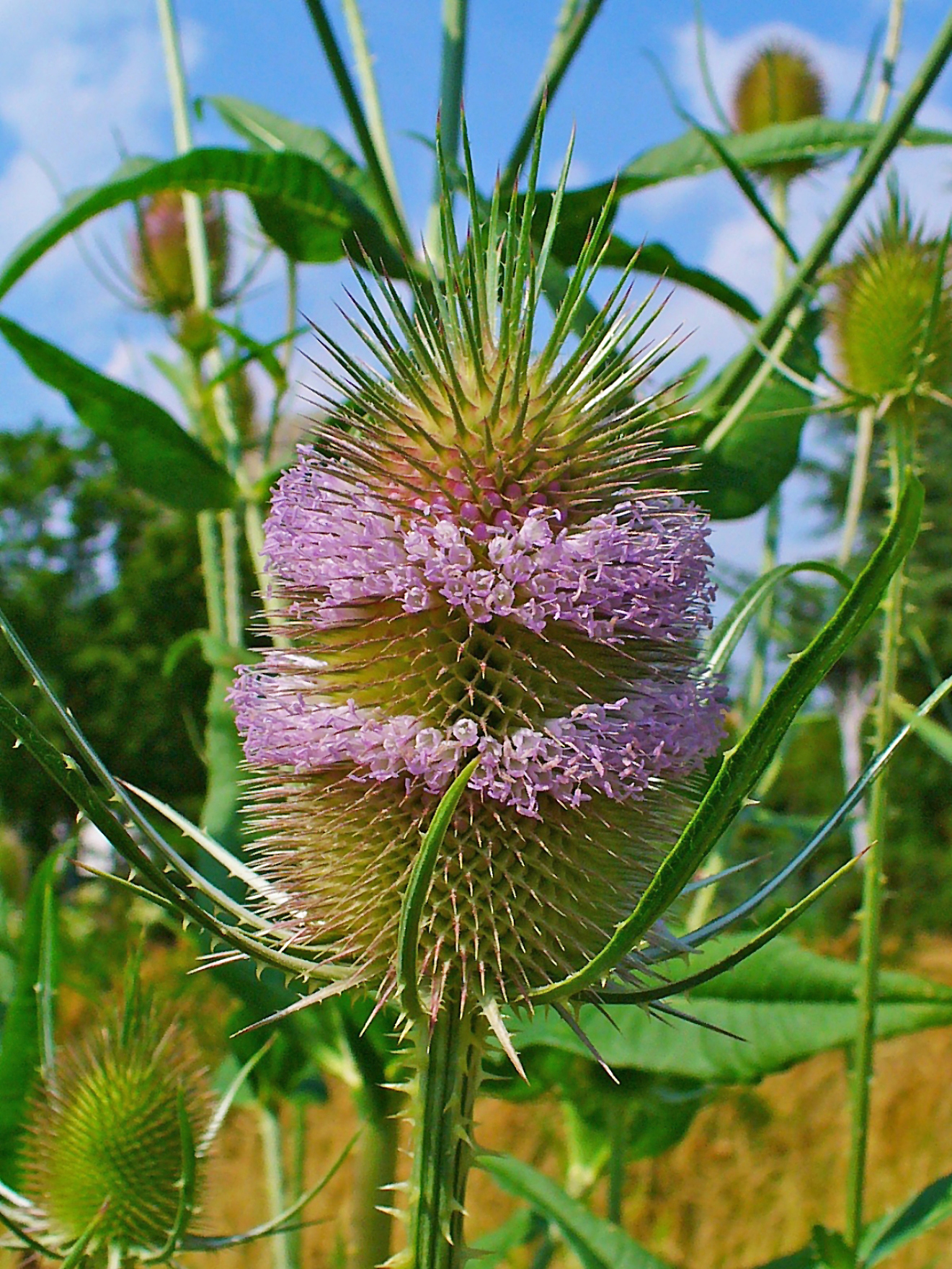
En flor

## Hábitat
Sobre suelos arcillosos, en zonas silvestres, en prados frescos, y en las cercanías de los ríos.

## Ecología
Las semillas son un importante recurso alimenticio invernal para algunas aves, especialmente los jilgueros. Dipsacus fullonum se cultivan en jardines y alentados en algunas reservas naturales para atraerlos.

## Distribución
En casi toda Europa. Se encuentra por toda la península ibérica.

## Taxonomía
Dipsacus fullonum fue descrita por Carlos Linneo y publicado en Species Plantarum 1: 97. 1753.
Citología
Número de cromosomas de Dipsacus fullonum (Fam. Dipsacaceae) y táxones infraespecíficos: 2n=18
Etimología
Dipsacus: nombre genérico que deriva del griego dípsakos; latinizado dipsacos  = en Dioscórides y Plinio, planta de tallos y hojas espinosas, y flores reunidas en cabezuelas espinosas, semejantes al erizo. Sin duda, se trata de las cardenchas –varias especies del género Dipsacus L. (Dipsacaceae), principalmente D. fullonum L.–. Según Dioscórides, en la versión de Laguna, “las hojas luengas, espinosas [...] las quales de dos en dos abraçan el dicho tallo por cada juntura, ò nudo, haziendo con sus partes baxas (con las que se juntan) ciertas concavidades, en que se recoja y reciba la lluvia, ò rocio, de do vino esta planta a llamarse Dipsacos, que quiere dezir sedienta” –gr. dípsa, = "sed".
fullonum: epíteto latino que refiere al cardar la lana ("de los cardadores").
Sinonimia
- Dipsacus arcimusci Lojac.
- Dipsacus botteri Maly ex Nyman
- Dipsacus carminatorius Salisb.
- Dipsacus connatofolius Gilib.
- Dipsacus divaricatus C.Presl
- Dipsacus fullonum var. sylvestris (Huds.) Schmalh.
- Dipsacus fullonum f. ternatus Farw.
- Dipsacus horridus Opiz
- Dipsacus meyeri Chabert
- Dipsacus mirabilis Gand.
- Dipsacus morisonii Boreau
- Dipsacus orsini Sanguin.
- Dipsacus palustris Salisb.
- Dipsacus purpurascens Gand.
- Dipsacus silvester A.Kern.
- Dipsacus sinuatus Schltdl. ex Roem. & Schult.
- Dipsacus sylvestris Huds.
- Dipsacus sylvestris Mill.
- Dipsacus sylvestris f. albidus Steyerm.
- Dipsacus vulgaris C.C.Gmel.[6]

## Importancia económica y cultural

### Usos en la medicina tradicional
- Son, como casi todos los cardos, diuréticas, sudoríficas y depurativas.[cita requerida]
- En el pasado algunas formas se utilizaron para cardar la lana.[cita requerida]
- Se pueden preparar infusiones con la raíz contra la artritis.[cita requerida]
- Las raíces maceradas con vino sirven para curar heridas.[cita requerida]
- Dentro de las cabezas maduras aparecen unos gusanitos blanquecinos, llamados Tylenchus dipsaci.[cita requerida]
- En homeopatía se usa la tintura de la planta en floración, para curar dermatosis.[cita requerida]
- El tallo seco se puede utilizar como vara para hacer fuego por fricción.[cita requerida]

Principios activos
La planta contiene inulina, glucósido, principio amargo, sales.

## Nombres comunes
- Castellano: aguabendita, agua benditera, baño de venus, baño de Venus, bombilla, cadillo, carda, cardancha, cardeña, cardenca, cardencha, cardencha brava, cardencha de cardadores, cardencha de cordoneros, cardencha del campo, cardencha de paños, cardencha doméstica, cardencha gigante, cardencha mansa, cardenchas, cardencha silvestre, cardincha, cardincho, cardón, cardo, cardo borriquero, cardo cardador, cardo de adorno, cardo de cardador, cardo de cardadores, cardo de cardar, cardo del cardador, cardo del hisopo, cardo del obispo, cardo de los peines, cardo de pastor, cardo militar, cardoncha, chupón, depósito de agua bendita, dipsaco, dípsaco, escardencha, escardeños, guitarra, labio de Venus, peines, peinetas, pila de agua bendita, raspasallos, raspasayos, silbatos, silbos, vara de pastor.[8]